# Charles-Gilbert de May de Termont
Charles-Gilbert de May de Termont (né à Périgueux en 1712 - mort à Blois le 22 juillet 1776) fut évêque de Blois de 1753 à sa mort .

## Biographie
Charles Gilbert de May est le fils ainé de Gaspard de May, seigneur de Termont, et de son épouse Marie Suzanne de la Roche-Aymon. Destiné à l'Église, en 1744, il est vicaire général du diocèse de Cahors puis grand-archidiacre de cette église. il est aumônier du roi de 1745 à 1753. Il reçoit en juillet 1747 en commende l'abbaye de la Grande-Sauve dans le diocèse de Bordeaux à laquelle il doit renoncer en 1771 et obtient en dédommagement en 1774 le prieuré de Morteau.
Le roi le nomme évêque de Blois en 1753, il est confirmé le 10 décembre et consacré dès le 30 décembre par Christophe de Beaumont, archevêque de Paris dont il demeure très proche notamment dans sa fidélité aux jésuites. Le 29 décembre 1765 il publie un mandement ordonnant la célébration d'un service dans son diocèse à la suite de la mort du Dauphin Louis. Il meurt lui-même à Blois le 22 juillet 1776.